# SDARI Dolphin 37
Der Massengutschiffstyp SDARI Dolphin 37 wurde in der Volksrepublik China in Serie gebaut.

## Einzelheiten
Die Dolphin-37-Baureihe wurde vom Shanghai Merchant Ship Design & Research Institute (SDARI) entworfen und seit 2004 auf mehreren chinesischen Werften für verschiedene Reedereien gebaut. Die Schiffe sind als Handysize-Massengutschiffe mit achtern angeordneten Aufbauten ausgelegt. Sie haben fünf Laderäume mit jeweils eigener Luke, deren Lukendeckel hydraulisch betätigt werden. Der gesamte Laderaumrauminhalt beträgt bei Schüttgütern 48.957 m³. Zum Ladungsumschlag stehen vier mittschiffs angebrachte, hydraulische Schiffskräne zur Verfügung. Der Schiffstyp kann bei einem Tiefgang von 10,50 m rund 37.000 Tonnen transportieren. Die Einheiten sind auf den Transport verschiedener Massengüter, wie zum Beispiel Getreide, Kohle, Mineralien inklusive verschiedener Gefahrgüter ausgelegt. Die Tankdecke der Laderäume ist für den Erztransport verstärkt ausgeführt. Es können darüber hinaus auch Sackgüter, Stahlprofile, -röhren und andere Massenstückgüter, jedoch keine Decksladungen transportiert werden.
Der Antrieb der Schiffe besteht aus einem Dieselmotor, der auf einen Festpropeller wirkt. Als Antriebsmotoren wurden MAN-B&W-Zweitakt-Dieselmotoren des Typs 6S42MC und Wärtsilä-NSD-Dieselmotoren des Typs 6RTA48T verbaut. Der Motor ermöglicht eine Geschwindigkeit von etwa 15 Knoten. Es stehen mehrere Hilfsdiesel und ein Notdiesel-Generator zur Verfügung.
Aus dem SDARI Dolphin 37 ist später der Nachfolgetyp Green Dolphin 38 entwickelt worden, der bis zu 38.000 Tonnen trägt.

## Unfälle

### Havarie derJulietta Dim Januar/Februar 2022
Die 2013 bei Zhejiang Ouhua Shipbuilding gebaute Julietta D (IMO-Nr. 9590618) geriet am 31. Januar 2022 im Sturm „Corrie“ in Seenot. Sie befand sich auf einer Reise von Bremen nach Amsterdam und lag vor IJmuiden vor Anker, als die Ankerkette brach. Die Julietta D kollidierte treibend mit dem Tanker Pechora Star der Hamburger Reederei Chemikalien Seetransport, was einen starken Wassereinbruch im Maschinenraum der Julietta D verursachte. Die 18-köpfige Besatzung des antriebslos gewordenen Schiffs befürchtete ein Sinken und wurde mit Helikoptern abgeborgen. Nachdem das vertreibende Schiff noch mit dem Monopile einer in Bau befindlichen Windkraftanlage im Offshore-Windpark Hollandse Kust Zuid zusammengestoßen war, konnte am 1. Februar eine Schleppverbindung zum Havaristen hergestellt und der Havarist nach Rotterdam geschleppt werden. Der Kapitän und der 1. Offizier wurden festgenommen, weil der Verdacht bestand, sie hätten das Schiff vorzeitig aufgegeben.